# دوره آزمایشی
دوره آزمایشی (انگلیسی: Trial Period) فیلم هندی کمدی درام هندی-زبان است که در سال ۲۰۲۳ به نمایش درآمد، نویسنده وکارگردان فیلم
آلیا سن بود. بازیگران اصلی جنلیا دی‌سوزا، مانو کائول، گاجراج رائو، شاکتی کاپور، شبا چادها، سوروپا گوش (Swaroopa Ghosh)، بارون چاندا و زیدان براز هستند.
فیلم در روز ۲۱ ژوئیه ۲۰۲۳ از طریق جیوسینما به نمایش درآمد. فیلم دوره آزمایشی با نظرات مثبت منتقدان و عموم بینندگان مواجه شد.